# Verdammnis (1988)
Verdammnis (Originaltitel: Kárhozat) ist ein ungarischer Film des Regisseurs Béla Tarr aus dem Jahr 1988.

## Handlung
In einer schmutzigen, verregneten Industriestadt führt Karrer ein trostloses Leben. Abends besucht er die „Titanik Bar“. Mit der dort auftretenden Sängerin hatte er eine Affäre, welche aber von ihr beendet wurde. Sie hofft, anderswo den Durchbruch zu schaffen.
Für den Besitzer der Bar, Willarsky, soll Karrer ein Schmuggelgeschäft durchführen. Er gibt diesen Auftrag an Sebestyén, den Ehemann der Sängerin, weiter, weil er hofft, in dessen Abwesenheit die Sängerin für sich gewinnen zu können. Tatsächlich schläft er mit ihr und erzählt ihr, dass er nur ihr vertrauen könne.
Nach Sebestyéns Rückkehr kommt es zu einer Auseinandersetzung. Unterdessen nimmt Willarsky die Sängerin in sein Auto und hat ebenfalls Sex mit ihr. Am nächsten Tag verrät Karrer alle anderen an die Polizei. In der letzten Szene sieht man ihn auf einem Müllplatz im Regen, wo er auf allen vieren und bellend einen Hund verscheucht.

## Hintergrund
Mit diesem Film begann der Regisseur Tarr einen neuen Stil: Der düstere Film ist in schwarzweiß gedreht und enthält viele lange Einstellungen ohne Schnitt, mit denen vor allem die Atmosphäre des Ortes, die Menschen darin und die allumfassende Ausweglosigkeit beschrieben werden. Er ist auch die erste Zusammenarbeit Tarrs mit dem Autor László Krasznahorkai, der am Drehbuch, welches auf einer seiner Erzählungen basiert, mitwirkte.
Verdammnis war einer der Lieblingsfilme von Susan Sontag.